# Ле-Мениль-Эд
Ле-Мени́ль-Эд (фр. Le Mesnil-Eudes) — коммуна во Франции, находится в регионе Нижняя Нормандия. Департамент коммуны — Кальвадос. Входит в состав кантона Лизьё 3-й кантон. Округ коммуны — Лизьё.
Код INSEE коммуны — 14419.

## Население
Население коммуны на 2010 год составляло 301 человек.
| 1962 | 1968 | 1975 | 1982 | 1990 | 1999 | 2010 |
| ---- | ---- | ---- | ---- | ---- | ---- | ---- |
| 236  | 226  | 228  | 245  | 288  | 286  | 301  |

## Экономика
В 2010 году среди 210 человек трудоспособного возраста (15—64 лет) 151 были экономически активными, 59 — неактивными (показатель активности — 71,9 %, в 1999 году было 71,5 %). Из 151 активных жителей работали 131 человек (73 мужчины и 58 женщин), безработных было 20 (12 мужчин и 8 женщин). Среди 59 неактивных 21 человек были учениками или студентами, 29 — пенсионерами, 9 были неактивными по другим причинам.